# Waiting for the Sea
Der Film Waiting for the Sea (russisch В ожидании моря W oschidanii morja) ist ein Drama des tadschikischen Regisseurs Bachtijor Chudoinasarow aus dem Jahr 2012. Er spielt in der Kulisse des ausgetrockneten Aralsees und thematisiert den Einfluss der ökologischen Katastrophe des Verschwindens dieses Meeres auf das Schicksal der Menschen.
Es ist der letzte Teil einer durch Chudoinasarow geplanten Zentralasien-Trilogie, die mit dem Film Luna Papa von 1999 ihren Anfang nahm. Der zweite Teil der Trilogie, die projektierte Tragikomödie Living Fish (Живая рыба) nach einem Drehbuch von Oleg Antonov, war seit dem Jahr 2000
in Planung,
wurde aber in Folge der Finanzkrise 2008 – und danach aufgrund des Todes des Produzenten Karl Baumgartner (2014) und Chudoinasarow (2015) – nie fertiggestellt.
Der Film Waiting for the Sea befand sich 2009 im Projektstatus.

## Handlung
Von der Hafenstadt Abasta (die Moʻynoq entspricht) am südlichen Ufer des Aralsees sticht Kapitän Marat trotz einer Sturmwarnung mit seinem Fischkutter in See, da an diesem Tag außerordentlich viel Fisch in die Bucht kommt. Nach anfänglichem Zögern nimmt er auch seine Frau Dari mit, schickt ihre kleine Schwester Tamara aber nach Hause. Das Schiff sinkt im Sturm, und Marat ist der einzige Überlebende.
Zehn Jahre später wird Marat aus dem Gefängnis entlassen und kehrt in die Stadt zurück. Das Meer ist verschwunden, und der Pier des Hafens ragt in eine endlose Sandwüste mit verrosteten Schiffen. Die Einwohner der Stadt begegnen Marat mit Feindseligkeit und werfen ihm den Verlust ihrer Verwandten durch das Schiffsunglück vor. Keines der Besatzungsmitglieder von Marats Schiff wurde jemals gefunden. Getrieben von Schuldgefühlen beginnt Marat, sein Schiff mit Muskelkraft zu ziehen und das Meer zu suchen. Nur sein alter Freund Balthasar steht auf seiner Seite. Tamara, die jüngere Schwester seiner ertrunkenen Frau Dari, liebt Marat schon von Kind an und versucht nun unermüdlich, sein Herz zu gewinnen. Doch Marat hat „Asche in seiner Seele“ und lebt nur noch für die Suche nach dem Meer; er glaubt, dass wenn er das Meer findet, er auch seine Mannschaft und seine geliebte Frau Dari finden würde, denn „die See tötet nicht. Sie gibt Alle zurück“.
Schließlich stirbt Marat vor Krankheit und Erschöpfung, die Perspektive wechselt in die der Seele Marats: das Meer kehrt in einem Sturm zurück und trägt Marat auf seinem Schiff hinaus, begleitet von einer Einblendung der Offenbarung des Johannes 21,1.

## Rezeption
Xan Brooks vom britischen Guardian bewertete Waiting for the Sea mit 3 von 5 Sternen und beschrieb den Film nach der Premiere in Rom als „ein großes, breites, magisch-realistisches Volksmärchen, das von vielen rohen Archetypen überlaufen ist (das Schönheitsobjekt, der weise alte Einsiedler, der beste Kumpel als Handlanger), um als menschliches Drama richtig zu überzeugen. Wenn aber die Bewährungsprobe auf einem internationalen Filmfestival darin besteht, uns Orte zu zeigen, von deren Existenz wir nichts wussten, und uns in andere Welten und fremde Kulturen zu versetzen, dann muss Waiting for the Sea als ein fulminanter Erfolg gelten“.

## Drehorte
Gedreht wurde in Kasachstan in den bergigen Wüstensteppen des Kaspischen Meeres auf der Halbinsel Mangyschlak und in der Nähe des alten Hafens von Aqtau.
Die Filmkulissen der Stadt Abasta befinden sich noch heute 104 km nördlich von Aqtau in der Nähe der Stadt Tauchik (bei N 44° 24.112  E51° 34.076) und sind ein Ausflugsziel in der Gegend.

## Veröffentlichung
Die Uraufführung von Waiting for the Sea fand am 9. November 2012 als Eröffnungsfilm auf dem 7. International Film Festival of Rome außer Konkurrenz statt. In die russischen Kinos kam der Film am 17. Oktober 2013, in die deutschen Kinos 11. Dezember 2014.
Waiting for the Sea wurde am 20. April 2016 erstmals bei arte im Fernsehen ausgestrahlt, im deutschen Programm in deutscher Synchronisation und im französischen Programm in russischer Sprache mit französischen Untertiteln.